# 4.º Batallón de Defensa Local de la Fuerza Aérea
El 4.º Batallón de Defensa Local de la Fuerza Aérea (4. Landesschützen-Bataillon der Luftwaffe) fue una unidad militar de la Luftwaffe durante la Segunda Guerra Mundial.

## Historia
Formado en abril de 1944 en Holanda con 5 compañías. Renombrado XXI Batallón de Fortaleza de la Fuerza Aérea en diciembre de 1944 en Holanda.